# Liborio Salomi
Liborio Salomi (Carpignano Salentino, 8 ottobre 1882 – Lecce, 18 marzo 1952) è stato un geologo, paleontologo, naturalista e tassidermista italiano.

## Biografia

Nacque a Carpignano Salentino da Angelo e da Concetta De Pascalis, in una famiglia di probabile origine ebraica proveniente da Soleto dove i Salomi erano già presenti fin dal XVI secolo.
Frequentò il liceo “Capece" di Maglie dove ebbe come professore il dantista e paleontologo Pasquale De Lorentiis, distinguendosi a soli diciannove anni per il ruolo di primo piano avuto nel recupero e nella ricostruzione dello scheletro di un capodoglio lungo 12 metri, avvistato al largo di Otranto nel gennaio del 1902, che fu successivamente acquistato dal Museo Zoologico di Pisa.

Il giovane Liborio con lo scheletro ricomposto a Maglie nel 1903

Liborio Salomi con scheletro di dromedario

Frequentò per un anno la facoltà di Scienze Naturali presso l'Università di Firenze ma si laureò nel 1907 presso l'Università di Napoli con una tesi sul miocenico in Puglia. 
Lavorò presso la “Cattedra ambulante per le malattie dell'olivo” di Lecce e quando questa cessò di operare, si dedicò all'insegnamento di Storia Naturale presso l'Istituto “Oronzo Gabriele Costa" di Lecce, succedendo allo scienziato Cosimo De Giorgi che lo incoraggiò a non abbandonare le sue ricerche in campo geologico e paleontologico riguardanti la presenza del calcare compatto, della pietra leccese e dei minerali di ferro nella provincia di Lecce. 
Curò quindi, per riconoscenza, la pubblicazione nel 1922 dell'opera dello scienziato "Descrizione geologica ed idrografica della provincia di Lecce", in quanto temeva andasse dispersa non avendo ancora trovato un editore disposto a darla alla stampa.
Per 40 anni fu docente e direttore del Museo/Gabinetto di Scienze Naturali dello stesso istituto dove ancora oggi è conservato molto del materiale da lui prodotto.

La sua inclinazione per la tassidermia e per i preparati osteologici a scopo didattico e scientifico lo portò a produrre numerose collezioni di esemplari di uccelli, mammiferi, pesci provenienti dai vari continenti, conservati in liquido o preparati a secco, destinati alle scuole e ad Istituti universitari italiani. 
Si interessò anche alla grotta di Cardamone, presso Novoli, dove Ulderico Botti, su segnalazione di Cosimo De Giorgi, aveva scoperto un giacimento di ossa risalente al Pleistocene Superiore da lui donato al museo dell'Istituto Costa.

Ebbe due figli dalla prima moglie Frine Carmela Guido, morta di spagnola nel 1919, e tre figlie in seconde nozze con Livia Ines Guido, sorella di Frine.
Morì nel 1952 probabilmente per le complicanze di una malattia professionale provocata da una sostanza tossica utilizzata per decenni nei suoi preparati tassidermici.

## Riconoscimenti
- Dopo la sua morte il comune di Lecce gli dedicò il nome di una via[8];
- Porta il suo nome anche un Istituto scolastico di Lecce[9].

## Curiosità
Lo scheletro del capodoglio recuperato ad Otranto fu venduto dal liceo “Capece" nel 1903 al Museo Zoologico di Pisa per mille lire più 25 di trasporto (lo scheletro è ancora esposto alla Certosa di Calci, nella galleria cetacei del Museo di storia naturale dell'Università di Pisa).